# Mölntjärn
Mölntjärn kan syfta på:
- Lilla Mölntjärnet, sjö i Färgelanda kommun
- Stora Mölntjärnet, sjö i Färgelanda kommun, 58°41′55″N 12°08′52″Ö / 58.6986°N 12.1479°Ö
- Mölntjärnet, sjö i Arvika kommun, 59°47′50″N 12°38′00″Ö / 59.7971°N 12.6333°Ö (17,8 ha)